# Physalaemus cicada
Physalaemus cicada é uma espécie de anfíbio da família Leptodactylidae. É endémica do Brasil. Os seus habitats naturais são: savanas áridas, savanas húmidas e marismas intermitentes de água doce.
Pode se tornar ameaçada por perda de habitat.

## Etimologia
Physalaemus tem sua origem do grego: Physal = fole ou bexiga; laemus = garganta, remetendo ao que acontece com o saco vocal da espécie, que infla bastante durante a sua vocalização . O seu epíteto específico cicada é derivado do inglês, que significa cigarra. Isso devido à característica peculiar de sua vocalização, única dentro do gênero, semelhante ao canto de cigarras.

## Taxonomia e sistemática
O gênero Physalaemus (Fitzinger, 1896) é caracterizado por características relacionadas à textura da pele, diversas características osteológicas e modo reprodutivo. 

#### Filogenia
Conforme analisado por Bolsoni et al. (2015), a posição filogenética de Physalaemus cicada é incerta, mas há indícios de que ele faça parte do clado Cuvieri. 

## Distribuição geográfica e habitats
A espécie é encontrada em áreas abertas na Caatinga (estados de Ceará, Bahia, Paraíba, Pernambuco e Alagoas), Cerrado e Mata Atlântica (estado de Minas Gerais). Habita regiões parcialmente submersas, próximas à água ou à vegetação aquática em lagoas temporárias e/ou lênticas. Nessas regiões, depositam ninhos de espuma. As larvas se desenvolvem em poças temporárias. Os ambientes mais comuns em ordem de preferência são: buracos, solo exposto e parcialmente submergidos na água.

## Biologia e história natural
A espécie Physalaemus cicada é caracterizada por apresentar tamanho médio, corpo esguio e ausência de gânglios inguinais visíveis, além de barriga com manchas marrons nas laterais do abdômen e na região da garganta. A região inguinal apresenta cor amarelada.

#### Reprodução
Seu período de reprodução ocorre em época de chuvas. Nesse período os machos cantam parcialmente submersos. Seus ovos são depositados em ninhos de espuma formados em poças temporárias. Foram observados seus cantos nas primeiras horas da noite, das 18h às 21h, em outubro, novembro, janeiro e março, durante as chuvas.

#### Dieta
A análise do conteúdo gastrointestinal de P. cicada, demonstrou que a espécie alimenta-se principalmente de Formicidae (formigas) e Isoptera (cupins), podendo ser classificados como especialistas em Isoptera. A dieta, no entanto, varia nas estações de chuva ou seca, sendo que durante os períodos chuvosos, é indicado que haja preferência da espécie por Formicidae. Em volume menor, P. Cicada pode se alimentar de Orthoptera, Coleoptera, e, raramente, Chilopoda, Araneae, Thysanura, Acari, Hemiptera e outros artrópodes

#### Bioacústica
Esses animais são únicos dentro do gênero por apresentarem vocalização semelhante ao observado em cigarras: sons muito curtos compondo uma série longa de chamados. Sua vocalização gera ondas nas poças em que ele está parcialmente submergido, provavelmente desempenhando um papel na atração visual de fêmeas

## Status de conservação
Esta espécie é listada como “Pouco Preocupante” pela IUCN, devido à sua ampla distribuição, presumível grande população e o fato que é pouco provável que ela esteja diminuindo suficientemente rápido para se qualificar para listagem em uma categoria mais ameaçada, embora seja uma espécie rara na sua ampla distribuição (Arzabe e Silvano 2004).